# Wissen vor acht
Wissen vor acht ist eine Informationssendung im Ersten. Initiator und Moderator ist der Wissenschaftsjournalist Ranga Yogeshwar; weitere Themenfelder werden durch Vince Ebert, Anja Reschke, Susanne Holst, Thomas D und Eckart von Hirschhausen abgedeckt.

## Sendung
Eine Folge dauert 145 Sekunden und soll sich somit in die Programmstruktur vor der Tagesschau einfügen, in der auch die nachfolgenden Sendungen ähnlich lang sind. Die erste Folge von Wissen vor acht wurde am Dienstag, dem 11. März 2008 ausgestrahlt. Bislang (Stand 3. April 2012) wurden seit Sendestart insgesamt 662 Folgen dieser „Informationsschnipsel“ gesendet.
Die Sendung wird in der alten Dampfmaschinenhalle des Gründer- und Technologiezentrums Solingen aufgezeichnet.
Die Einschaltquoten der ersten Sendungen waren eher enttäuschend. Verantwortlich dafür ist möglicherweise nicht die Sendung selbst, sondern das von Werbung geprägte Umfeld. Da die Sendung selbst kaum länger ist als ein Werbespot, wird sie innerhalb dieses Umfelds kaum wahrgenommen bzw. schlicht verpasst. Mit 15 Minuten Zeitspanne bis zur Tagesschau ist sie zeitlich von ihr zu weit entfernt, um von ihrer wesentlich höheren Quote profitieren zu können. Im Internet ist Wissen vor acht als Podcast abonnierbar, welcher sich im Gegensatz zu der Fernsehsendung sehr großer Beliebtheit erfreut.
Anlässlich der Serie erschienen 2009 das Buch Sonst noch Fragen? Warum Frauen kalte Füße haben und andere Rätsel des Alltags sowie eine gleichnamige CD von Ranga Yogeshwar, die die Fragen aus den ausgestrahlten Sendungen, aber auch neue Fragen behandeln. Auf den darauf folgenden Band Ach so! Warum der Apfel vom Baum fällt und weitere Rätsel des Alltags (wieder von Yogeshwar) erschien ebenfalls eine CD desselben Namens.
Ab dem 17. Oktober 2011 erschien Wissen vor acht in einer neuen Form. Die bisherigen Folgen mit Yogeshwar wurden ergänzt durch den Bereich „Werkstatt“ mit Vince Ebert und „Zukunft“ mit Anja Reschke, unterstützt von Adrian Pflug. Gedreht werden Wissen vor acht – Werkstatt im Industriebahnmuseum Köln-Longerich und Wissen vor acht – Zukunft im Cinegate Studio Köln.
Vom 20. Januar 2012 bis zum 8. Juni 2012 wurde der Sendeplatz auf freitags verschoben, da der Sendeplatz montags bis donnerstags von Gottschalk Live eingenommen wurde. Seit dem 11. Juni 2012, nach der Einstellung von Gottschalk Live, wird die Sendung wieder auf dem alten Sendeplatz ausgestrahlt.
Am 4. Juli 2013 wurde die erste Sendung aus dem neuen Themenbereich „Natur“ als Wissen vor acht – Natur mit Thomas D ausgestrahlt.
Am 6. Mai 2014 folgte die erste Sendung aus dem neuen Themenbereich „Mensch“ als Wissen vor acht – Mensch mit Susanne Holst.
Seit November 2021, im Zuge der ARD-Themenwoche, moderiert Eckart von Hirschhausen Wissen vor acht – Erde.

## Einzelthemen
Es folgen einige Themen-Beispiele, die bereits in Wissen vor acht behandelt wurden:
- Zeitzonen
- Flüsterasphalt
- Schmiergeld
- Warum haben Frauen kalte Füße?
- Crash bei Tempo 100
- Love fifteen
- Wie Motten das Licht
- Melonen und Airbag
- Das lebende Kopfkissen
- Frühlingsbeginn
- Die perfekte Arschbombe
- Lawinen und Müsli
- Mittelpunkt Deutschlands
- Vogelflug in V-Form
- Das Croissant
- Die Mondsichel
- Diesel und Normalbenzin
- Haftzettel
- Kaufen und Verkaufen
- Das quadratische Taschentuch
- Warum funkeln die Sterne?
- Den Kopf in den Sand stecken
- Die Null
- Ein unbeschriebenes Blatt
- Blutgruppen
- Spam

Eine Liste mit den bisherigen Folgen ist in der Episodenliste zu finden.